# Філідор рудочеревий
Філідо́р рудочеревий (Philydor pyrrhodes) — вид горобцеподібних птахів родини горнерових (Furnariidae). Мешкає в Амазонії та на Гвіанському нагір'ї.

## Опис
Довжина птаха становить 14-16 см, вага 24-35 г. Верхня частина тіла рудувато-коричнева, крила темно-коричневі, хвіст округлої форми, на кінці яскраво-рудий. нижня частина тіла світло-руда або охриста, горло дещо світліше. Тім'я темно-рудувато-коричневі, скроні більш світлі, навколо очей охристі кільця. Очі карі, дзьоб зверху чорнувато-сірий, знизу світліший, сріблясто-сірий, на кінці темний, лапи оливкові або жовтуваті. Виду не притаманний статевий диморфізм. У молодих птахів верхня частина тіла більш коричнева, горло світліше.

## Поширення і екологія
Рудочереві філідори мешкають в Колумбії, Еквадорі, Перу, Болівії, Бразилії, Венесуелі, Гаяні, Суринамі і Французькій Гвіані. Вони живуть в нижньому і середньому ярусі вологих рівнинних і заболочених тропічних лісів, в заростях на берегах річок і озер. Віддають перевагу пальмовим гаям. Зустрічаються поодинці або парами, на висоті до 750 м над рівнем моря. Часто приєднуються до змішаних зграй птахів. Живляться безхребетними, яких шукають серед опалого листя.